# Che botte ragazzi!
Che botte ragazzi! è un film del 1975, diretto da Bitto Albertini. Il film è conosciuto anche con il titolo Il ritorno di Shanghai Joe.
È il sequel del film del 1973 Il mio nome è Shangai Joe.

## Trama
Shangai Joe e il suo partner, il classico venditore ambulante fanno concorrenza con il bandito.